# The World Is Still Beautiful
The World Is Still Beautiful (яп. それでも世界は美しい Сорэдэмо Сэкай ва Уцукусии, букв. «И всё-таки мир прекрасен») — японская манга, созданная Дай Сиина, а также её аниме-адаптация, снятая студией Pierrot
Впервые история была опубликована в 2009 году в виде ваншота в сёдзё-журнале Hana to Yume издательства Hakusensha, в 2011 году вышла еще одна отдельная история, а с 2012 года главы манги стали печататься в журнале постоянно. Выпуск манги завершился в мае 2020 года. Всего она состоит из 25 томов. С 6 апреля 2014 года по 29 июня 2014 года на канале NTV выходила аниме-адаптация, созданная студией Pierrot.

## Сюжет
Правитель королевства Солнца Ливиус за три года после восхождения на престол завоевал почти весь мир. Но он предложил оставить герцогство Дождя в покое, если они выдадут за него одну из своих принцесс. Ники, четвертой дочери герцога, выпадает жребий отправиться в королевство Солнца. По прибытии она обнаруживает, что король Ливиус Первый еще ребенок. Кроме того, ради своего развлечения он хочет, чтобы Ники использовала свою силу — способность призывать дождь, но принцесса отказывается. Для нее призыв дождя — священная церемония. Сюжет разворачивается вокруг этой пары, которая заключает брак, но постепенно искренне привязывается друг к другу, несмотря на возникающие недопонимания и дворцовые интриги как в королевстве Солнца, так и герцогстве Дождя.

## Персонажи
Критики отмечают, что в произведении практически нет «плоских» персонажей, все они достаточно проработаны, чтобы быть различимыми и запоминающимися. Например, даже такие, как три горничные, прислуживающие Ники во дворце Солнца.
Ники Лемерсье (яп. ニケ・ルメルシエ Никэ Румэрусиэ)
Сэйю: Рэна Маэда
Главная героиня истории. Четвертая и младшая принцесса герцогства Дождя. Она обладает силой призывать дождь своей песнью. Проиграв сестрам, она отправляется в королевство Солнца, чтобы выйти замуж за короля Ливиуса. Местная аристократия встречает ее отнюдь не приветственно и находятся те, кто подсылают за ней убийц. Она немного наивна, но не боится высказывать свое мнение и не отступает перед появляющимися на ее пути препятствиями. Окружающие стараются сделать из нее такую королеву Солнца, какой они бы хотели ее видеть, но Ники остается верна себе. Ей легко сопереживать, так как она не раздражающе упряма и знает, когда стоит стоять на своем, а когда вопрос не так важен и можно уступить.
Ливиус Орвинус Ифрикия (Ливиус I) (яп. リヴィウス・オルヴィヌス・イフリキア(リヴィウス一世) Ривиусу Орувинусу Ифурикиа (Ривиусу-Иссэй))
Сэйю: Нобунага Симадзаки, Харука Кудо
Король королевства Солнца. За три года после восхождения на престол покорил почти весь мир. Ходящие слухи изображают его как какого-то монстра, но на самом деле он еще ребенок. Его отец был предыдущим королем, но его матерью была его фаворитка, родом из обычной семьи. До смерти матери Ливиус жил уединенно вместе с ней, а после взялся за завоевание мира. Он показал себя способным королем, за время своего правления он смог существенно улучшить жизнь в стране.
В ходе произведения Ливиус эмоционально растет и раскрывается перед Ники, пока она старается показать ему вещи, красоту которых он уже перестал замечать. И хотя иногда он показывает свою детскую и добрую сторону, в другие моменты он легко может продемонстрировать жестокость и испорченность. Возраст Ливиуса является одним из самых неудобных моментов сюжета — присутствующие сексуальные намеки многих критиков заставляют чувствовать себя неуютно, даже если сериал старается показать его под углом, что он ведет себя старше своих лет из-за того, что ему пришлось быстро повзрослеть. Его любовь к Ники временами больше похожа на любовь к матери, чем к жене, впечатление от чего усиливают постоянные сравнения Ники с его матерью Шейлой.
Нейл (яп. ニール Ни:ру)
Сэйю: Томокадзу Сугита
Дворецкий Ливиуса, а также его наставник. Заботится о короле и помогает Ники понять своего суженного и привыкнуть к новой жизни в королевстве Солнца. Часто используется в повествовании для экспозиции.

## Манга
Впервые история была опубликована в 2009 году в виде ваншота в сёдзё-журнале Hana to Yume издательства Hakusensha, в 2011 году вышла еще одна отдельная история, а с 2012 года главы манги стали печататься в журнале постоянно. К моменту выхода 20-го тома первые 19 были изданы общим тиражом 2 млн экземпляров.
| №  | Дата публикации  | ISBN               |
| -- | ---------------- | ------------------ |
| 1  | 20 декабря 2011  | ISBN 9784592188728 |
| 2  | 20 июня 2012     | ISBN 9784592194729 |
| 3  | 20 декабря 2012  | ISBN 9784592194736 |
| 4  | 19 апреля 2013   | ISBN 9784592194743 |
| 5  | 20 августа 2013  | ISBN 9784592194750 |
| 6  | 20 января 2014   | ISBN 9784592194767 |
| 7  | 18 апреля 2014   | ISBN 9784592194774 |
| 8  | 19 сентября 2014 | ISBN 9784592194781 |
| 9  | 20 января 2015   | ISBN 9784592194798 |
| 10 | 19 июня 2015     | ISBN 9784592215707 |
| 11 | 20 октября 2015  | ISBN 9784592215714 |
| 12 | 19 февраля 2016  | ISBN 9784592215721 |
| 13 | 20 июня 2016     | ISBN 9784592215738 |
| 14 | 20 октября 2016  | ISBN 9784592215745 |
| 15 | 20 февраля 2017  | ISBN 9784592215752 |
| 16 | 20 июня 2017     | ISBN 9784592215769 |
| 17 | 20 ноября 2017   | ISBN 9784592215776 |
| 18 | 20 февраля 2018  | ISBN 9784592215783 |
| 19 | 20 июня 2018     | ISBN 9784592215790 |
| 20 | 19 октября 2018  | ISBN 9784592215806 |
| 21 | 20 февраля 2019  | ISBN 9784592213253 |
| 22 | 20 июня 2019     | ISBN 9784592216377 |
| 23 | 18 октября 2019  | ISBN 9784592216384 |
| 24 | 20 мая 2020      |                    |
| 25 | 20 августа 2020  |                    |

## Аниме
Аниме-адаптация манги была анонсирована в январе 2014 года. Во время анонса мангака Дай Сиина заявила, что «с нетерпением ждет, когда услышит песню Ники». Аниме было создано студией Pierrot, режиссёром выступил Хадзимэ Камэгаки, уже работавший над такими аниме как Air Gear и Fushigi Yugi, а за дизайн персонажей отвечал Итиро Уно.
С 6 апреля 2014 года по 29 июня 2014 года на канале NTV проходил премьерный показ сериала. Стриминговый сервис Crunchyroll одновременно с этим транслировал версию с субтитрами для Великобритании, Ирландии, Южной Африки, Новой Зеландии, а также США, Канады и Центральной и Южной Америки.
Анимация вышла пусть и не захватывающей, но вполне на уровне, чтобы аниме можно было смотреть с удовольствием. Озвучка персонажей выполнена отлично, особенно хорош Томокадзу Сугита, голос Нейла. Роль Ники для Рэны Маэды стала первой озвучкой главной героини и хотя она скорее была выбрана из-за своего пения, но к концу сериала демонстрирует и неплохую актерскую игру. Выбор сэйю для Ливиуса довольно нестандартен — его озвучивает взрослый мужской голос Нобунаги Симадзаки, тогда как обычно мальчиков его возраста озвучивают женщины, что, впрочем, только усилило впечатление «старше своих лет», которое должен создавать персонаж.
Музыкальное сопровождение сериала в основном грандиозно-драматическое и оркестровое, напоминающее классические произведения Диснея. Порой это может быть излишним, но в остальное время отлично задает настроение. Начальная тема сериала — BEAUTIFUL WORLD, исполненная Джоаной Койкэ, — бодрая песня, отражающая характер Ники. В ходе развития сюжета сериала визуальный ряд начальной заставки меняется, в основном в деталях, но от практически пустых кадров в 1 серии с каждой новой в него добавляются новые сцены и персонажи. Завершающая композиция аниме — PROMISE в исполнении Рэны Маэды, — более нежная и звучит, как признание в любви Ники Ливиусу. Вот только визуальный ряд последней, состоящий из полуобнаженных изображений Ливиуса, вызвал беспокойство у критиков.
В сериале также звучит песня, которой Ники призывает дождь — композиция Amefurashi no Uta 〜 Beautiful Rain 〜 (яп. アメフラシの歌 ～Beautiful Rain～) также в исполнении Рэны Маэды, озвучивающей главную героиню. Временами она может выпадать из общей картины из-за более современного звучания, но вполне неплохая песня сама по себе. Правда, многие отмечают, что используется она слишком часто, поэтому эффект от нее теряется. В 12 серии от лица бабушки Ники Тиса Ёкояма исполняет Farewell Rain. Эта более меланхоличная песня оставляет гораздо более серьезное впечатление. Ее звучание показывает, насколько лучше могла бы быть песня Ники — Farewell Rain эфемерна и западает в память.

### Список серий
Первая половина аниме практически не имеет сквозного сюжета, состоя из 1-2 серийных историй. И хотя события строятся вокруг отношений главных героев, они не находятся в самом центре происходящего. Сюжетно серии оказываются независимы друг от друга. Первая серия особенно выделяется в повествовании, полностью выпадая из него и представляя персонажей, которые потом никогда больше не появятся в сюжете. Акцент на главных героях и развитии их любви одновременно является и сильной частью сериала и создает проблему, когда доставлявшие проблемы интриги в начале произведения, просто исчезают из сюжета, сыграв свою роль в укреплении отношений героев.
Это меняется во второй половине, где серии с 9 по 11 и часть 12 складываются в единую сюжетную арку, в которой действие разворачивается в герцогстве Дождя. Эти серии образуют самую сильную часть аниме, отчасти из-за другого подхода к сюжету, но также из-за того, что они лучше знакомят зрителей с миром, в котором всё разворачивается. В этих сериях раскрывается семья Ники, а также показывается эмоциональный рост обоих главных героев и развитие чувств между ними. К концу сюжетной арки их отношения выглядят вполне правдоподобными и нежными, что вынуждены признать все окружающие. Конец последней серии, когда герои возвращаются в королевство Солнца, одновременно возвращает аниме и к изначальным проблемам — эпизодическому сюжету, складывающемуся из несвязанных между собой моментов. Завершение сериала оставляет впечатление, что сценаристы не знали как закончить и выбрали самый простой — милый и нежный — конец для истории.
| 01 | The Sun Kingdom «Харэ но Тайкоку» (晴れの大国)       | 6 апреля 2014  |
| Ники, принцесса герцогства Дождя, прибывает в королевство Солнца раньше, чем ее ждали. Ей предстоит выйти замуж за местного короля, но сначала она хочет оглядеться вокруг. Первая серия выбивается из общего повествования и служит в основном для представления главной героини истории. |                                                      |                |
| 02 | The Rain Princess «Амэ но Кодзё» (雨の公女)          | 13 апреля 2014 |
| 03 | Chancellor's Declaration «Кампаку Сэнгэн» (関白宣言) | 20 апреля 2014 |
| 04 | Ring of Tales 1                                      | 27 апреля 2014 |
| 05 | Ring of Tales 2                                      | 4 мая 2014     |
| 06 | Call My Name                                         | 11 мая 2014    |
| 07 | Wild Waltz                                           | 25 мая 2014    |
| 08 | Shelter From the Rain «Амаядори» (雨やどり)          | 1 июня 2014    |
| 09 | The Principality of Rain «Амэ но Ко:коку» (雨の公国) | 8 июня 2014    |
| 10 | A Righteous Country «Тадаси: куни» (正しい国)        | 15 июня 2014   |
| 11 | A Passing Wind «То:рисугиру кадзэ» (通り過ぎる風)    | 22 июня 2014   |
| 12 | Homecoming «Кикан» (帰還)                            | 29 июня 2014   |

## Отзывы и критика
Сюжет The World Is Still Beautiful вполне попадает под стандартные шаблоны сказок и сёдзё-манги: ужасный и хладнокровный король берет в жены прекрасную и бедную принцессу, которая хоть и не хочет выходить за него, но следует своему долгу. Со временем они узнают друг друга лучше и начинают влюбляться. Могут возникнуть интриги, подосланные убийцы и прочие препятствия на их пути, но в конце концов «любовь побеждает всё». The World Is Still Beautiful — типичное сёдзё, нежное и легкое произведение. В то же время, используя типичные шаблоны, произведение избегает архетипов. Несмотря на шаблонность сюжета, с его подачей произведение справляется и очаровывает зрителя, пусть и не предлагает ничего нового. Во многом успеху способствуют характеры центральных героев.
Аниме избегает многих стилистических элементов жанра, особенно визуальных, больше напоминая Akame ga KILL!, чем другие сёдзё. Королевство Солнца имеет европейский вид, тогда как дизайн герцогства Дождя полностью азиатский — костюмы местного населения отражают традиционные одежды для Китая и Центральной Азии, особенно выделяются свадебные наряды героев.
Кроме романтических и драматических моментов, в The World Is Still Beautiful также много комедийных сцен, большая часть которых подобрана удачно. Хотя одна из шуток — ломающее четвертую стену замечание грабителей в первой серии, что им надо бы изнасиловать героиню «ради фансервиса» — заметно и негативно выделяется. Сочетание всех жанров оказывается удачным, благодаря опыту режиссёра Хадзимэ Камэгаки, работавшего как над классическим сёдзё типа «Таинственной игры» и Ceres, Celestial Legend, так и над не имеющими ничего общего с жанром Air Gear и «Сильнейший в истории ученик Кэнити».